# Majantja FC
El Majandja Football Club es un equipo de fútbol de Lesoto que juega en la Segunda División de Lesoto, la segunda liga de fútbol más importante del país.

## Historia
Fue fundado en el año 1970 en la ciudad de Quthing y es uno de los equipos fundadores de la Primera División de Lesoto, la cual ha ganado en dos ocasiones. Había sido un participante frecuente de la máxima categoría hasta que desapareció en 1998, fue refundado en el 2006 pero se dio su descenso en la temporada 2011/12.
A nivel internacional han participado en 2 torneos continentales, en los cuales nunca han podido superar una ronda.

## Palmarés
- Primera División de Lesoto: 2

1971, 1995

## Participación en competiciones de la CAF
| Temporada | Torneo                            | Ronda      | Club              | Casa | Visita | Global |
| --------- | --------------------------------- | ---------- | ----------------- | ---- | ------ | ------ |
| 1972      | Copa Africana de Clubes Campeones | 1          | Kabwe Warriors FC | 2-2  | 0-9    | 2-11   |
| 1996      | Copa Africana de Clubes Campeones | Preliminar | CS Saint-Denis    | 1-3  | 0-7    | 1-10   |